# 徐齐聃
徐齐聃（629年—672年），字将道，湖州长城县（今浙江省湖州市长兴县）人，世居冯翊。
南梁慈源侯徐整四世孙。父亲徐孝德，以女儿徐惠为唐太宗才人，官至果州刺史。徐齐聃八岁善于写文章，太宗召试，赐所佩金削刀。举弘文生，调曹王府参军。唐高宗时，为潞王府文学、崇文馆学士，侍皇太子讲，于芳林门修书。当时他妹妹为高宗徐婕妤，为了避嫌恩进，所以求出为桃林县令。召入朝为沛王侍读，再转任司议郎，都没就职。官至西台舍人。
咸亨初年，诏敕突厥酋长子弟事奉东宫，徐齐聃上疏：“昔姬诵与伯禽同业，晋国储君以师旷为友，不只依赖师傅，还要让详细观察亲近良善。皇太子自可招集东园公、绮里季，和应玚、刘桢这样的文士朝夕相处。门下小臣，必选用忠贞之士；驱驰任用，应是正直之人。今使毡裘之子，解辫而侍春宫；冒顿之苗裔，削左衽陪望苑。在道义，臣有疑惑。诗云：‘敬慎威仪，以近有德。’《书》曰：‘任官惟贤才，左右惟其人。’殷勤于此，防微之至。”长孙无忌被陷害而死，家庙毁顿，徐齐聃对唐高宗说：“齐献公（长孙晟）即陛下外祖，虽子孙有罪，不应毁及先庙。今周忠孝公（武士彟）庙崇饰逾制，而齐献公庙毁坏，不知陛下将何以明示海内，以彰显孝理之风？”唐高宗采纳其言。徐齐聃善文诰，被当时称道。高宗爱其文章，令侍周王等写作文章，因为职务繁重，敕令他隔日来往。以漏泄机密，降授蕲州司马。又因事配流钦州。咸亨年间，四十四岁去世。唐睿宗即位，追念旧恩，追赠礼部尚书。其子徐坚，徐坚之子徐峤。